# Miguel Ángel Félix Gallardo
Miguel Ángel Félix Gallardo (Culiacán, 8 de janeiro de 1946), também conhecido como "El Padrino" ("O Padrinho") e "El Jefe de Jefes" ("O Chefe dos Chefes"). Criou nos anos 1980 o Cartel de Guadalajara, sendo o primeiro barão do tráfico de droga mexicano. Controlou quase todos os traficantes de droga no México e na fronteira Estados Unidos-México.
Gallardo foi preso, em 1989, pelo assassinato do agente da DEA (Departamento antidroga dos Estados Unidos da América), agente Enrique "Kiki" Camarena, que foi torturado e morto num dos ranchos de Gallardo. 
Sentenciado a 37 anos de prisão, a cumprir na prisão de segurança máxima, conhecida como Altiplano, mas foi transferido para uma prisão de segurança média em 2014 devido a problemas de saúde.

## Início de Vida
Nascido numa fazenda em Bellavista, nos arredores de Culiacán, Sinaloa, Félix Gallardo formou-se no ensino médio e estudou administração na faculdade. Ele conseguiu um emprego como agente da Polícia Judiciária Federal Mexicana. Ele trabalhou como guarda-costas da família do governador do estado de Sinaloa, Leopoldo Sánchez Celis, cujas conexões políticas ajudaram Félix Gallardo a construir a sua organização de tráfico de drogas. Ele também foi padrinho do filho de Sánchez Celis, Rodolfo. 
Félix Gallardo começou a trabalhar para traficantes de drogas intermediando a corrupção de funcionários do Estado e, junto com Rafael Caro Quintero e Ernesto Fonseca Carrillo, que anteriormente trabalharam na organização criminosa de Avilés, assumiram o controlo das rotas de tráfico depois da morte de Avilés, num tiroteio com a polícia.

## Ligações aos cartéis colombianos
No início da década de 1980, os esforços de interdição de drogas aumentaram em toda a Flórida, que era então o principal destino de transporte de traficantes ilegais de drogas. Como resultado, os cartéis colombianos começaram a utilizar o México como principal ponto de câmbio. 
Juan Matta-Ballesteros foi a principal conexão do Cartel de Guadalajara com os cartéis colombianos, já que ele havia originalmente apresentado o antecessor de Félix Gallardo, Alberto Sicilia Falcón, a Santiago Ocampo do Cartel de Cali, um dos maiores cartéis de drogas colombianos. Em vez de aceitar pagamentos em dinheiro pelos seus serviços, os contrabandistas do Cartel de Guadalajara recebiam uma parte de 50% da cocaína que transportavam da Colômbia. Isto revelou-se extremamente lucrativo para eles, com alguns a estimar que a rede de tráfico, então operada por Félix Gallardo, Ernesto Carrillo e Rafael Quintero, faturava aproximadamente 5 mil milhões de dólares anualmente.
Até o final da década de 1980, o Cartel de Guadalajara liderado por Félix Gallardo (que compreende o que hoje é conhecido como os cartéis de Sinaloa, Tijuana, Juarez e Pacifico Sur) quase monopolizou o comércio ilegal de drogas no México.

## Assassinato do agente da DEA Kiki Camarena
Em 1980, o agente especial da DEA Enrique “Kiki” Camarena foi designado para a agência residente da Administração em Guadalajara. Através de informantes, Camarena descobriu plantações de marijuana do cartel no estado de Zacatecas. As plantações foram invadidas e destruídas. Em 1984, soldados mexicanos, apoiados por helicópteros, destruíram uma plantação de marijuana, com mais de 1.000 hectares (≈2.500 acres), conhecida como "Rancho Búfalo" em Chihuahua, conhecida por ser protegida por agentes de inteligência mexicanos do DFS, como parte da "Operação Padrinho". Milhares de agricultores trabalharam nos campos do Rancho Búfalo, e a produção anual foi posteriormente avaliada em 8 mil milhões de dólares. Tudo isso aconteceu com o conhecimento da polícia local, dos políticos e dos militares. 
Camarena estava a começar a expor as conexões entre traficantes de drogas, autoridades mexicanas e altos funcionários do governo dentro do Partido Revolucionário Institucional (PRI), que Félix Gallardo considerava uma grande ameaça às operações do cartel de Guadalajara em todo o México. 
Em resposta, Félix Gallardo teria ordenado o sequestro de Camarena. A 7 de fevereiro de 1985, polícias de Jalisco, na folha de pagamento do cartel, sequestraram Camarena quando ele saía do consulado dos EUA em Guadalajara. O seu piloto de helicóptero, Alfredo Zavala Avelar, foi sequestrado pouco depois. Eles foram levados para uma residência localizada na rua Lope de Vega, 881, na colónia Jardines del Bosque, zona oeste da cidade de Guadalajara, propriedade de Rafael Caro Quintero, onde foram torturados e interrogados durante um período de 30 horas. No dia 9 de fevereiro, Camarena foi torturado e assassinado. Os resultados da autópsia indicaram que ele morreu quando o seu crânio foi perfurado com uma broca. Ele foi injetado com adrenalina e outras drogas para mantê-lo acordado durante a tortura e o interrogatório. O seu corpo, envolto em plástico, foi encontrado junto ao do piloto Alfredo Zavala Avelar, num buraco raso de uma fazenda no estado de Michoacán. 
O assassinato gerou uma das maiores investigações de homicídio da DEA já realizadas, a Operação Leyenda. Uma unidade especial foi enviada para coordenar a investigação no México, onde funcionários corruptos estavam implicados. 
Os investigadores identificaram Félix Gallardo e os seus dois associados próximos, Ernesto Fonseca Carrillo e Rafael Caro Quintero, como os principais suspeitos do sequestro. Sob pressão dos EUA, Fonseca e Quintero foram detidos, mas Félix Gallardo ainda gozava de protecção política.

## Fuga
Félix Gallardo manteve-se discreto e, em 1987, mudou-se com a família para Guadalajara. Ele foi preso no México a 8 de abril de 1989, e foi acusado pelas autoridades do México e dos Estados Unidos pelo sequestro e assassinato do agente da DEA Enrique Camarena, bem como por extorsão, contrabando de drogas e vários crimes violentos.
Segundo autoridades norte-americanas, Félix Gallardo também passou algum tempo na casa do governador de Sinaloa como convidado, o que o governador Antonio Toledo Corro negou. Quando questionado sobre a sua associação com Félix Gallardo, o governador Toledo disse que "não tinha conhecimento de quaisquer mandados de prisão pendentes" contra Félix Gallardo. 
A prisão de Félix Gallardo foi o catalisador para expor a corrupção generalizada a nível político e policial no México. Poucos dias após a prisão de Félix Gallardo, e sob pressão dos média, vários comandantes de polícia foram presos e cerca de 90 policiais desertaram. 
A prisão de Félix Gallardo também levou ao desmantelamento do Cartel de Guadalajara, uma vez que membros importantes da federação optaram por se retirar e formar os seus próprios cartéis, recorrendo à violência para reivindicar vários territórios e rotas de tráfico. As contínuas disputas e conflitos entre os líderes gerariam o caos político, social e militar e, eventualmente, levariam à Guerra às Drogas Mexicana.

## Prisão
Félix Gallardo foi inicialmente condenado a 40 anos de prisão. Depois de cumprir 28 anos, um novo julgamento em 2017 condenou-o a mais 37 anos. Enquanto encarcerado, Félix Gallardo continuou a ser um dos maiores traficantes do México, mantendo a sua organização por telemóvel. 
Após a sua prisão, Félix Gallardo decidiu dividir o comércio que controlava, pois seria mais eficiente e menos provável de ser derrubado pelas autoridades. Félix Gallardo instruiu o seu advogado a reunir os principais narcotraficantes do país em 1989, numa casa no resort de Acapulco, onde ele designou as praças/territórios. A rota de Tijuana iria para seus sobrinhos, os irmãos Arellano Félix. A rota Ciudad Juárez iria para a família Carrillo Fuentes. Miguel Caro Quintero administraria o corredor de Sonora. Joaquín Guzmán Loera e Héctor Luis Palma Salazar foram deixados com as operações da costa do Pacífico, com Ismael Zambada García juntando-se a eles logo depois e formando-se assim o Cartel de Sinaloa, que não fazia parte do pacto de 1989.
Quando Félix Gallardo foi transferido para uma prisão de segurança máxima em 1993, ele perdeu o controlo remanescente sobre os outros traficantes. 
À medida que envelhecia, Félix Gallardo queixou-se de ter vivido em condições precárias enquanto estava na prisão. Ele diz que sofre de vertigens, surdez, perda de um olho e problemas de circulação sanguínea. Ele mora numa cela de 240 × 440 cm (8x14 pés), da qual não tem permissão para sair, nem mesmo para usar a área de lazer. Em março de 2013, Félix Gallardo iniciou um processo legal para continuar a sua pena de prisão em casa quando completasse 70 anos (8 de janeiro de 2016). Em 29 de abril de 2014, um tribunal federal mexicano negou o pedido de Félix Gallardo para ser transferido da prisão de segurança máxima para uma prisão de segurança média. a A 18 de dezembro de 2014, as autoridades federais aprovaram o seu pedido de transferência para uma prisão de segurança média em Guadalajara (estado de Jalisco), devido ao declínio da sua saúde.
A 20 de fevereiro de 2019, um tribunal da Cidade do México negou-lhe o pedido para cumprir o restante da pena em casa. O tribunal afirmou que a defesa de Félix Gallardo não lhes forneceu provas suficientes para provar que os seus problemas de saúde colocavam a sua vida em risco. 
A 12 de setembro de 2022, foi noticiado que Félix Gallardo recebeu prisão domiciliar e será transferido a 13 de setembro de 2022. O presidente mexicano, Andrés Manuel López Obrador, divulgou um comunicado sobre sua transferência. “Não quero que ninguém sofra. Não quero que ninguém fique na prisão.”

## Biografia
Em 2008, o jornalista investigativo Diego Enrique Osorno conseguiu entrar em contato com Félix Gallardo por meio do filho deste, de 13 anos. Félix Gallardo escreveu secretamente sobre a sua vida e passou as notas manuscritas para Osorno. As memórias incluem a narrativa sobre a sua prisão e apresentação perante a polícia, e explica um pouco a árvore genealógica, saltando de um assunto para outro. Excertos das 35 páginas foram publicadas na revista mexicana Gatopardo, com informação do jornalista.

## Família
Após a sua prisão, pelo menos nove sobrinhas e sobrinhos de Miguel Ángel Félix Gallardo assumiram diferentes funções dentro da organização para formar a Organização Arellano Félix, também conhecida como Cartel de Tijuana. Outra sobrinha, Sandra Ávila Beltrán, é ex-chefe do Cartel de Sinaloa.

### Membros da Organização Arellano Félix (Cartel de Tijuana)
- Alicia Arellano Félix é sua sobrinha.
- Benjamín Arellano Félix (preso), membro e ex-líder da Organização Arellano Félix, é seu sobrinho.
- Carlos Arellano Félix é seu sobrinho.
- Eduardo Arellano Félix (preso) é seu sobrinho.
- Enedina Arellano Félix de Toledo, Líder da Organização Arellano Félix, é sua sobrinha.
- Fabian Arellano Corona é seu sobrinho-neto.
- Francisco Javier Arellano Félix (preso) é seu sobrinho.
- Francisco Rafael Arellano Félix (falecido) era seu sobrinho.
- Javier Benjamin Briseño Arellano é seu sobrinho-neto. Tambémé conhecido pelo nome: Javier Gallardo e o seu filho Javier R. Gallardo estão afastados e desconhecidos.
- Luis Fernando Arellano Félix é seu sobrinho.
- Luis Fernando Sánchez Arellano (preso) é seu sobrinho-neto.
- Ramón Arellano Félix (falecido), membro e ex-líder da Organização Arellano Félix, é seu sobrinho.

### Cartel de Sinaloa
- Sandra Ávila Beltrán, ex-membro do Cartel de Sinaloa, é sua sobrinha.

## Cultura Popular
- Na segunda temporada da série de TV colombiana El cartel, Félix Gallardo é interpretado pelo ator mexicano Guillermo Quintanilla [es] como o personagem 'El Golfo'.
- Na série de TV Alias El Mexicano, ele é interpretado pelo ator mexicano Rodrigo Oviedo [es]. [6]
- Nas temporadas 1, 2 e 3 da série Netflix Narcos: México (2018), Félix Gallardo é interpretado pelo ator mexicano Diego Luna.[7]
- Um personagem baseado em Gallardo é apresentado brevemente na série de televisão de 2017 El Chapo.